# E Nomine
E Nomine (en llatí, "en el nom de") és un grup alemany format en 1999 pels productors Christian Weller i Friedrich Graner. La seva música és una particular mescla de tecno i música vocal similar al cant gregorià. Els components de E Nomine el denominen dance monumental.
Moltes de les seves lletres tracten sobre temes religiosos, i en algunes cançons s'incloïen fragments bíblics. També canten sobre màgia i batalles entre el bé i el mal. Un exemple de la inclusió de textos religiosos pot veure's en alguns temes com el sigle Vater Unser ("Pare Nostre"), o en Psalm 23 ("Salm 23").

## Actors de doblatge/cantants
- Christian Brückner
- Rolf Schult
- Helmut Krauss
- Michael Chevalier
- Martin Kessler
- Joachim Kerzel
- Eckart Dux
- Frank Glaubrecht
- Joachim Tennstedt
- Thomas Danneberg
- Volker Brandt
- Manfred Lehmann
- Tobias Meister
- Wolfgang Pampel
- Jürgen Thormann
- Elmar Wepper
- Gerrit Schmidt-Foß
- Otto Mellies
- Elisabeth Günther
- Ralf Moeller

## Discografia

### Àlbums
- Das Testament, (1999)
- Finsternis, (2002)
- Finsternis - Limited Edition, (2002)
- Das Testament Digitally Remastered, (2002)
- Die Prophezeiung, (2003)
- Die Prohezeiung - Klassik Edition, (2003)
- Die Prohezeiung - Re-Release, (2003)
- Das Beste aus... Gottes Beitrag und Teufels Werk, (2004)
- Das Beste aus... Gottes Beitrag und Teufels Werk - Limited Edition, (2004)

### Singles
- Vater Unser
- E Nomine - Denn sie wissen nicht was sie tun
- Mitternacht
- Wolfen - Das Tier in mir
- Deine Welt
- Das Omen - Im Kreis des Bösen
- Schwarze Sonne
- Vater Unser Part II - Psalm 23
- Das Böse